# 莫哈末那希尔哈欣
莫哈末那希尔·哈欣（1946年—），马来西亚政治人物，社会主义党党员兼创始成员。曾经担任雪兰莪州议会哥打白沙罗州议员（2008年至2013年），以及社会主义党主席（2008年至2019年）。

## 政治生涯
2008年马来西亚第12届全国大选时社会主义党还未获得注册，莫哈末那希尔以公正党名义竞选雪兰莪州议会哥打白沙罗议席并胜出。2013年大选继续以公正党名义参选，但在民联另一盟党伊斯兰党的插足下，票源分散而败给国阵候选人。
2019年7月14日，卸任社会主义党主席一职，由再也古玛接任。